# Super Cub (Light Novel)
Super Cub (スーパーカブ, Sūpā Kabu) ist eine japanische Light-Novel-Serie, geschrieben von Tone Kōken mit Illustrationen von Hiro. Sie erscheint seit Mai 2017 und wurde als Manga und 2021 auch als Anime adaptiert. Die Light Novel und ihre Webseite feiern 100 Millionen verkaufte Einheiten des Motorradmodells Honda Super Cub.

## Handlung
Im Stadtteil Mukawa in der Stadt Hokuto lebt Koguma, ein armes und allein lebendes Mädchen ohne Hobbys oder Interessen. Nachdem sie stets mit dem Hollandrad zur Schule gefahren ist, wird ihr eines Tages eine Honda Super Cub 50 für einen Spottpreis angeboten. Die Maschine soll verflucht sein, doch sie lässt sich davon nicht abschrecken und findet bald Freude an dem Moped. Sie wird selbstständiger im Umgang mit der Super Cub, um die sie sich kümmern muss und die ihren Bewegungsradius erweitert und Anlass gibt, neue Wege zu fahren. Und nach einiger Zeit lernt sie, dass ihre Mitschülerin Reiko auch eine Cub fährt und ganz begeistert von Motorrädern ist. In ihr findet Koguma ihre erste Freundin, beide essen gemeinsam Mittag, kümmern sich um ihre Maschinen und fahren aus. In den Sommerferien kann Koguma dank der inzwischen aufgerüsteten Super Cub einen Ferienjob der Schule annehmen und sich etwas dazuverdienen. Reiko hat ebenfalls eine Arbeit angenommen, während der sie versucht, mit ihrem Motorrad den Fuji zu erklimmen.
Zum Schulfest können die beiden Freundinnen der Klasse helfen, ein Café einzurichten, indem sie wichtige Ausstattung heranfahren. Dabei lernen sie Shii Eniwa kennen, die das Café leitet. Das kleine Mädchen ist begeistert von den beiden Motorradfahrerinnen und dankbar, so lädt sie sie zu ihren Eltern ein. Die führen eine deutsche Bäckerei mit amerikanischen Diner und britischen Sandwichladen. Die Freundinnen fühlen sich hier wohl und kommen von da an häufig vorbei. Sie motivieren Shii, ihre eigenen Ziele zu verfolgen: Die Schülerin will eines Tages ein Café nach italienischem Vorbild führen. In den Ferien fahren die drei gemeinsam mit ihren Motorrädern in den Süden, um dem Winter zu entkommen, und schließlich legt sich auch Shii eine eigene Cub zu.

## Charaktere
Koguma (小熊, Koguma)Die Protagonistin Koguma ist in der ersten Klasse der weiterführenden Schule in Hokuto, ist mittlerer Größe und hat kurzes, schwarzes Haar. Ihr Vater starb, als sie noch sehr jung war und ihre Mutter verschwand, als Koguma in die weiterführende Schule kam. Da sie keine Verwandten hat, muss sie von einem Stipendium leben. Sie lebt alleine in einer Wohnung vor dem Bahnhof Hinoharu. Sie hat zunächst keine Hobbys oder Freunde in der Schule, in der sie im Hintergrund der Klasse verschwindet. Aufgrund ihrer Isolation redet sie mit anderen Menschen auf eine eher schroffe Art. Ihr Name übersetzt sich buchstäblich zu „Bärenjunges“ (engl. „Cub“).
Reiko (礼子, Reiko)In derselben Klasse wie Koguma ist Reiko, ein großes Mädchen mit langen, schwarzen Haaren und einem Sinn für Mode. Ihr Vater ist ein Mitglied des Parlaments, ihre Mutter der Chef einer Firma und beide leben in Tokio. Reiko lebt alleine in einem Blockhaus im Stadtteil Mukawa von Hokuto, einem Bezirk mit vielen Ferienhäusern. Ihre Erscheinung ist zurückhaltend und hübsch. Obwohl sie in der Schule heraussticht, zeigt Reiko kein Interesse an Dingen außer Motorrädern. Nachdem sie Koguma sah, wie sie zum Mittagessen auf ihrem Cub fuhr, freundete sie sich mit ihr an. Sie weiß viel über Cubs und ist gut darin, diese zu modifizieren. Sie hat eine große Kollektion von Zusatzteilen für Cubs in ihrem Blockhaus, um sie diese immer bereit zu haben. Während ihr Favorit unter den Cubs ein restaurierter MD90 ist, wurde dieser während ihres Sommerurlaubs am Fuji zerstört und danach durch einen CT110 ersetzt.
Shii Eniwa (恵庭椎, Eniwa Shii)Die Klassenkameradin von Koguma und Reiko organisierte beim jährlichen Kulturfest ein Café. Sie hat mittellange, bläulich-graue Haare. Sie ist ein bisschen kleiner als Koguma und seit der Mittelschule nicht mehr gewachsen. Nachdem Koguma und Reiko ihr mit ihren Cubs halfen, begann sie sich für die Cubs zu interessieren und sich mit den beiden anzufreunden. Ihre Eltern führen eine deutsche Bäckerei namens Schweizer Wind (スイス風, Suisu Kaze) mit amerikanischen Diner und britischen Sandwichladen. Sie selbst plant, ein italienisches Café zu eröffnen. Wegen eines Unfalls im Winter, bei dem Koguma sie rettete, entwickelte sie große Zuneigung zu Koguma und ihrem Cub. Zunächst fuhr sie ein Alex-Moulton-Rad, das beim Unfall im Fluss kaputt ging. Danach kaufte sie einen hellblauen Little Cub.

## Medien

### Light Novels
Die Light-Novel-Serie wird seit Mai 2017 in bisher neun Bände von Kadokawa Shoten unter dem Label Kadokawa Sneaker Bunko veröffentlicht.
| Band    | Veröffentlichung (Japan) | ISBN (Japan)           |
| ------- | ------------------------ | ---------------------- |
| 1       | 1. Mai 2017              | ISBN 978-4-04-105663-9 |
| 2       | 1. Okt. 2017             | ISBN 978-4-04-105960-9 |
| 3       | 1. Mai 2018              | ISBN 978-4-04-106466-5 |
| 4       | 1. Dez. 2018             | ISBN 978-4-04-107081-9 |
| 5       | 1. Juli 2019             | ISBN 978-4-04-107082-6 |
| 6       | 1. Dez. 2019             | ISBN 978-4-04-108919-4 |
| reserve | 1. Nov. 2020             | ISBN 978-4-04-110871-0 |
| 7       | 31. März 2021            | ISBN 978-4-04-110872-7 |
| 8       | 1. Apr. 2022             | ISBN 978-4-04-112036-1 |

### Manga
Eine Manga-Adaption, gezeichnet von Kanitan, wird seit Dezember 2017 online auf der Seite Comic Newtype von Kadokawa Shoten veröffentlicht. Der Manga wird ebenfalls in bisher sechs Tankōbon herausgegeben.
| Band | Veröffentlichung (Japan) | ISBN (Japan)           |
| ---- | ------------------------ | ---------------------- |
| 1    | 25. Mai 2018             | ISBN 978-4-04-106961-5 |
| 2    | 10. Dez. 2018            | ISBN 978-4-04-107852-5 |
| 3    | 10. Aug. 2019            | ISBN 978-4-04-108468-7 |
| 4    | 10. März 2020            | ISBN 978-4-04-109032-9 |
| 5    | 10. Feb. 2021            | ISBN 978-4-04-111087-4 |
| 6    | 25. Sep. 2021            | ISBN 978-4-04-111558-9 |
| 7    | 9. Sep. 2022             | ISBN 978-4-04-112929-6 |
| 8    | 10. Apr. 2023            | ISBN 978-4-04-113485-6 |
| 9    | 9. Feb. 2024             | ISBN 978-4-04-114608-8 |

#### Super Cub Rei
Seit dem 29. April 2022 erscheint des Weiteren der Ableger Super Cub Rei. Es wird gezeichnet von Sakae Saito und erzählt die Geschichte von Reiko vor Super Cub. Die Veröffentlichung erfolgt ebenfalls über Comic Newtype.

### Anime
Eine Anime-Adaption von Studio Kai wurde am 20. November 2019 angekündigt. Die Fernsehserie entstand unter der Regie von Toshiro Fūji, mit Toshizō Nemoto als Hauptautor, Tōru Imanishi als Charakterdesigner, und Tomohisa Ishikawa und ZAQ als Komponisten der Musik. Die Erstausstrahlung startete am 7. April 2021 auf den Sendern AT-X, Tokyo MX, TV Aichi, KBS Kyoto und BS11. Das Vorspannlied Mahō no Kaze („Magischer Wind“) wurde von Akane Kumada gesungen, während das Abspannlied Haru e no Dengon von den Hauptbesetzungsmitgliedern Yuki Yomichi, Ayaka Nanase und Natsumi Hioka interpretiert wurde. Die Serie soll 12 Folgen lang sein. Funimation hat die Serie international lizenziert und bringt sie in den USA, Mexiko, Brasilien, Vereinigtes Königreich und Irland auf FunimationNow, in Australien und Neuseeland auf AnimeLab sowie in Frankreich, Russland und Skandinavien auf Wakanim. Für den deutschsprachigen Raum hat sich Leonine Anime die Lizenz gesichert und zeigt diesen auf Anime on Demand und Crunchyroll im Originalton mit deutschen Untertiteln als Simulcast.

#### Episodenliste
| Nr. | Deutscher Titel                      | Originaltitel                                           | Erstausstrahlung Japan | Regie                                                            | Drehbuch       |
| --- | ------------------------------------ | ------------------------------------------------------- | ---------------------- | ---------------------------------------------------------------- | -------------- |
| 1   | Das Mädchen, das rein gar nichts hat | ないないの女の子 Nainai no Onna no Ko                   | 7. Apr. 2021           | Yūjirō Abe                                                       | Toshizō Nemoto |
| 2   | Reiko                                | 礼子 Reiko                                              | 14. Apr. 2021          | Atsushi Usui                                                     | Toshizō Nemoto |
| 3   | Das Geschenk                         | もらったもの Moratta Mono                               | 21. Apr. 2021          | Kazuya Aiura                                                     | Toshizō Nemoto |
| 4   | Der Job                              | アルバイト Arubaito                                     | 28. Apr. 2021          | Fumiaki Kataoka                                                  | Toshizō Nemoto |
| 5   | Das Geschenk                         | 礼子の夏 Reiko no Natsu                                 | 5. Mai 2021            | Arata Nishizuki                                                  | Toshizō Nemoto |
| 6   | Meine Cub                            | 私のカブ Watashi no Kabu                                | 12. Mai 2021           | Kazuya Aiura                                                     | Toshizō Nemoto |
| 7   | Die Farbe des ...                    | 夏空の色、水色の少女 Natsuzora no Iro, Mizuiro no Shōjo | 19. Mai 2021           | Hisashi Isogawa                                                  | Toshizō Nemoto |
| 8   | Shiis Ort                            | 椎の場所 Shii no Basho                                  | 26. Mai 2021           | Atsushi Usui                                                     | Toshizō Nemoto |
| 9   | Im Eis                               | 氷の中 Kōri no Naka                                     | 2. Juni 2021           | Shigatsu Yoshikawa                                               | Toshizō Nemoto |
| 10  | Schnee                               | 雪 Yuki                                                 | 9. Juni 2021           | Shigatsu Yoshikawa                                               | Toshizō Nemoto |
| 11  | Ferner Frühling                      | 遠い春 Tōi Haru                                         | 16. Juni 2021          | Fumiaki Kataoka                                                  | Toshizō Nemoto |
| 12  | Super Cub                            | スーパーカブ Sūpā Kabu                                  | 23. Juni 2021          | Toshiro Fujii, Shigatsu Yoshikawa, Hisashi Isogawa, Kazuya Aiura | Toshizō Nemoto |

## Rezeption
Die Asahi Shimbun beschrieb den ersten Band der Serie als eine realistische Geschichte, erzählt mit einfacher und ehrlicher Sprache, die die Veränderungen im Leben Kogumas zeigt, während sie die Welt, die ihr mit dem Kauf des Super Cubs eröffnet wurde, erweitert und erforscht.